# آنخل گومز (بازیکن فوتبال، زاده ۱۹۸۵)
آنخل گومز (انگلیسی: Ángel Gómez؛ زادهٔ ۴ اکتبر ۱۹۸۵) بازیکن فوتبال است.